# Affaire Lee Zeitouni

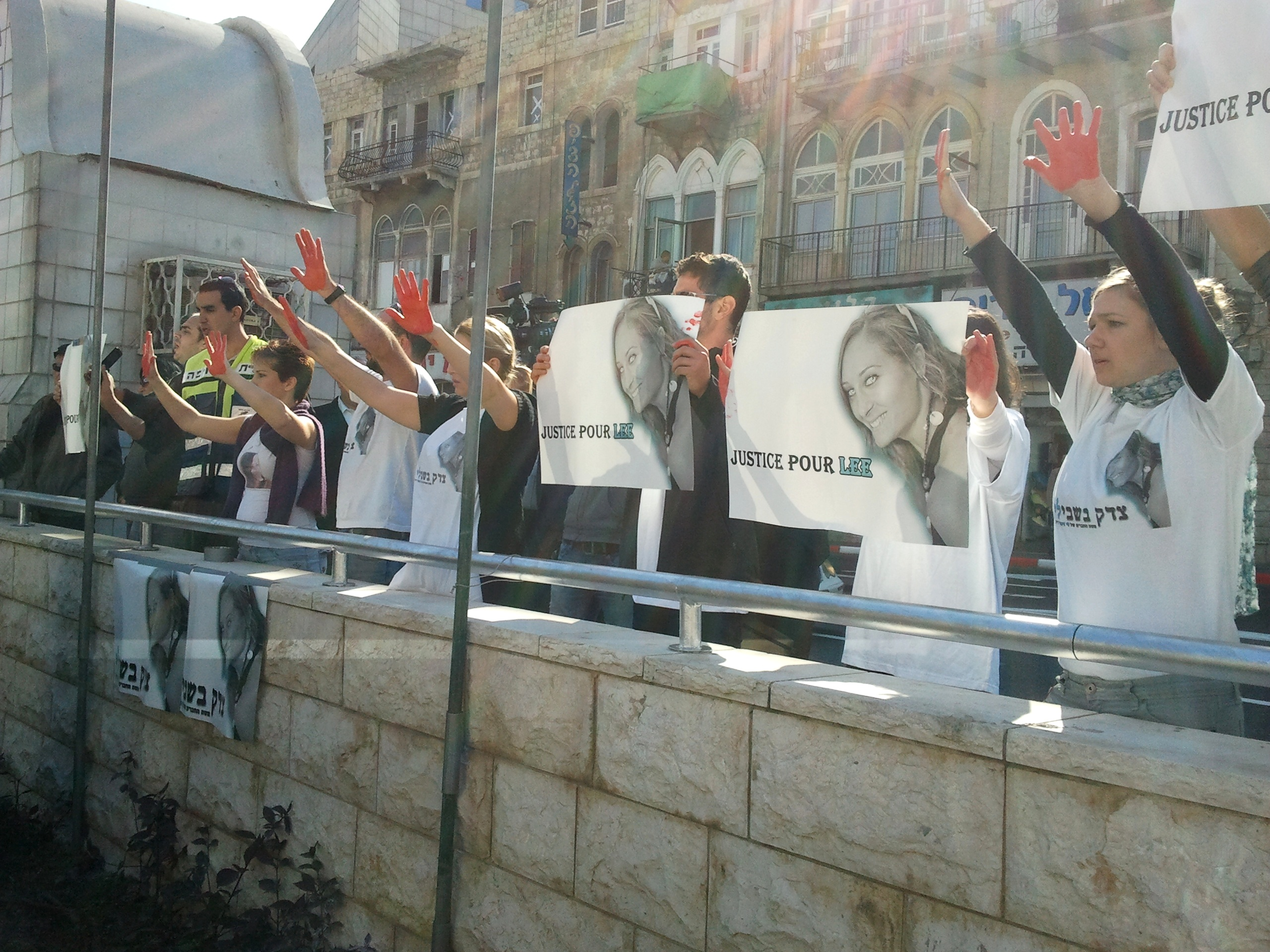
Manifestation aux abords de la place de Paris à Haïfa lors de la visite en novembre 2011 de Bertrand Delanoë, alors maire de Paris, après la rénovation de la place.

L’affaire Lee Zeitouni ou affaire Zeitouni, est une affaire judiciaire du début des années 2010 en Israël qui provoque des tensions avec la France.

## Accident et fuite
Deux hommes Éric R., français, et Claude K., franco-israélien, sont accusés d'avoir tué une femme de 25 ans, Lee Zeitouni, en la percutant avec leur véhicule à un carrefour de Tel Aviv-Jaffa après ne pas s'être arrêtés au feu de circulation. La jeune femme, professeur de gymnastique et de yoga, qui traversait à un passage piéton, a été percutée à vive allure en allant à son travail le matin du 16 septembre 2011, alors que les hommes sortaient de boîte de nuit. La victime, projetée à plusieurs mètres, meurt sur le coup. La BMW X6, qui roulait à près de 100 km/h sur une zone limitée à 50 km/h, sera retrouvée plus tard dans un parking. Le conducteur du véhicule, Éric R., était ivre et ne possédait pas le permis de conduire. 
Dans les heures qui suivent la tragédie Éric R. se rase la tête, probablement pour passer inaperçu aux yeux des caméras de surveillance de l'aéroport de Tel Aviv. De retour en France, R. tente de soudoyer son comparse Claude, pour que celui-ci avoue à sa place être le conducteur de la voiture, lui promettant 500 000 € en échange de sa fausse déclaration, promesse qu'il ne tiendra pas en ne lui versant que 100 000 €. K. qui s'était accusé dans un premier temps s'est donc rétracté.
Une pétition en ligne relatant les faits est publiée le 14 octobre 2011.

## Problématique internationale
La non assistance à la victime (le conducteur n'ayant pas pris la peine de s'arrêter ni de prévenir les secours), et le départ précipité des deux suspects pour la France dans le but d'échapper à la justice israélienne, suscite une vive émotion et une vague d'indignation en Israël, avec notamment plusieurs manifestations.
Si les suspects déclarent regretter leur geste et se disent prêts à répondre de leurs actes devant la justice française, ils craignent des représailles et ne souhaitent pas retourner en Israël. L'extradition des deux Français, également visés par un mandat d'arrêt international, a été demandée mais se heurte aux conventions internationales (depuis 2004, la France n'extradant pas ses propres ressortissants dans un pays n'appartenant pas à l'Union européenne). Une procédure de « dénonciation officielle » pourrait permettre néanmoins leur jugement.
Carla Bruni-Sarkozy, femme du président de la République française, Nicolas Sarkozy, a envoyé une lettre de soutien à la mère de la victime en réponse d'une première lettre,. L'ambassadeur de France en Israël, Christophe Bigot, a également assuré que la police et la justice française coopéreraient avec les autorités israéliennes pour limiter les tensions entre les deux pays.
La présence des deux Français en Israël semble n'être pas motivée par le tourisme, mais était plutôt une fuite. En effet, Éric R. était déjà suspecté d'être impliqué dans une affaire d'escroquerie en bande organisée dans les milieux de la crevette, des fruits de mer et des chaudières. Il a été mis en examen fin décembre 2011 pour cette affaire.
Dans le même temps, Claude K. a été contrôlé en excès de vitesse à 156 km/h fin décembre 2011 sur l'autoroute A8 près de Saint-Maximin-la-Sainte-Baume dans le Var. 
Début janvier 2012, l'ambassadeur de France en Israël a indiqué que les suspects seront jugés en France. Cette décision provoque l'incompréhension de la famille de la victime, qui se résigne finalement à déposer plainte avec constitution de partie civile le 29 juin à Créteil. Les suspects encourent jusqu'à dix ans d'emprisonnement et 150 000 euros d'amende pour non-assistance à personne en danger, délit de fuite et homicide involontaire.

## Poursuite judiciaire en France
En septembre 2013, Éric R., le conducteur du véhicule, est mis en examen pour « homicide involontaire aggravé » par la justice française. Quelques jours auparavant, il est interpellé par la police à Juan-les-Pins en possession d'une arme à feu et explique alors qu'il aurait été agressé et qu'il a récupéré l'arme de l'un des agresseurs. Il déposa plainte pour agression dans la foulée.
En septembre 2014, Éric R. et Claude K. sont renvoyés devant le tribunal correctionnel dans le cadre de l'affaire Lee Zeitouni.
En octobre 2014, R. et K. sont mis en examen et écroués avec trois autres personnes, impliqués dans plusieurs affaires d'escroqueries mises au jour par l'Office central de lutte contre le crime organisé (OCLCO). Ces malversations concernaient la vente de voitures (« au leasing »), de faux encarts publicitaires et de faux virements. L'argent généré aurait transité via la Pologne et la Chine avant d'atterrir en Israël.
Le procès de l'affaire Zeitouni s'est ouvert le 27 novembre 2014 au tribunal correctionnel de Paris mais il est renvoyé après l'agression d'un avocat de la défense. Les deux accusés reconnaissent leur responsabilité dans l'accident et s'excusent auprès de la famille de la victime venue d'Israël.
Le procès qui s'est finalement tenu en décembre 2014 a abouti à une peine de cinq ans de prison ferme pour le chauffeur et 15 mois de prison pour son passager. L'homme condamné à 5 ans de prison en 2014, a finalement pu sortir en liberté conditionnelle après 15 mois d'incarcération en France.